# Кеїчі
45°20′ пн. ш. 15°25′ сх. д. / 45.34° пн. ш. 15.41° сх. д.
Кеїчі (хорв. Keići) — населений пункт у Хорватії, у Карловацькій жупанії у складі громади Генеральський Стол.

## Населення
Населення за даними перепису 2011 року становило 40 осіб.
Динаміка чисельності населення поселення: